# Deutsche Badmintonmeisterschaft 2008
Die Deutsche Badmintonmeisterschaft 2008 fand vom 3. bis zum 6. Februar 2008 in Bielefeld statt.

## Medaillengewinner
| Disziplin    | Gold                                                                   | Silber                                                          | Bronze                                                                |
| ------------ | ---------------------------------------------------------------------- | --------------------------------------------------------------- | --------------------------------------------------------------------- |
| Herreneinzel | Marc Zwiebler (1. BC Beuel)                                            | Björn Joppien (FC Langenfeld)                                   | Dieter Domke (SG EBT Berlin)                                          |
| Herreneinzel | Marc Zwiebler (1. BC Beuel)                                            | Björn Joppien (FC Langenfeld)                                   | Sebastian Schöttler (VfL 93 Hamburg)                                  |
| Dameneinzel  | Xu Huaiwen (1. BC Bischmisheim)                                        | Juliane Schenk (SG EBT Berlin)                                  | Petra Reichel (1. BV Mülheim)                                         |
| Dameneinzel  | Xu Huaiwen (1. BC Bischmisheim)                                        | Juliane Schenk (SG EBT Berlin)                                  | Janet Köhler (SG EBT Berlin)                                          |
| Herrendoppel | Michael Fuchs (TuS Wiebelskirchen) Roman Spitko (TuS Wiebelskirchen)   | Ingo Kindervater (1. BC Beuel) Patrik Neubacher (BW Wittorf)    | Jochen Cassel (1. BC Bischmisheim) Thomas Tesche (1. BC Bischmisheim) |
| Herrendoppel | Michael Fuchs (TuS Wiebelskirchen) Roman Spitko (TuS Wiebelskirchen)   | Ingo Kindervater (1. BC Beuel) Patrik Neubacher (BW Wittorf)    | Thorsten Hukriede (FC Langenfeld) Mike Joppien (FC Langenfeld)        |
| Damendoppel  | Birgit Overzier (1. BC Beuel) Carina Mette (SC Union 08 Lüdinghausen)  | Gitte Köhler (VfL 93 Hamburg) Michaela Peiffer (1. BV Mülheim)  | Annekatrin Lillie (BW Wittorf) Janet Köhler (SG EBT Berlin)           |
| Damendoppel  | Birgit Overzier (1. BC Beuel) Carina Mette (SC Union 08 Lüdinghausen)  | Gitte Köhler (VfL 93 Hamburg) Michaela Peiffer (1. BV Mülheim)  | Nicol Bittner (VfB Friedrichshafen) Karen Neumann (VfL Maschen)       |
| Mixed        | Ingo Kindervater (1. BC Beuel) Kathrin Piotrowski (BV Wesel Rot-Weiss) | Kristof Hopp (1. BC Bischmisheim) Birgit Overzier (1. BC Beuel) | Tim Dettmann (SG EBT Berlin) Annekatrin Lillie (BW Wittorf)           |
| Mixed        | Ingo Kindervater (1. BC Beuel) Kathrin Piotrowski (BV Wesel Rot-Weiss) | Kristof Hopp (1. BC Bischmisheim) Birgit Overzier (1. BC Beuel) | Johannes Schöttler (SG EBT Berlin) Gitte Köhler (VfL 93 Hamburg)      |